# Liutberga
Liutberga (m. h. 870), també anomenada Liutbirg i Liutbirga, va ser una influent monja saxona del segle viii, que va acabar la seva vida com anacoreta en un monestir de Wendhausen (o Windenhausen), prop de Hildesheim (antiga Saxònia). És venerada com a santa per diverses confessions cristianes.
La seva vida proporciona dades d'experiències femenines de la religió en l'Imperi Carolingi del segle ix i també certa vista interna sobre els convents otonians com Gandersheim i Quedlinburg. Liutberga proporcionava un nou model de santedat, la de majordoma eficient. La seva festa se celebra el 28 de febrer.

## Biografia
L'autor de la Vita Liutbergae fou un monjo de Halberstadt que pretenia haver-la conegut personalment encara que el manuscrit que es conserva és més tardà.
Liutberga va destacar primer pel seu talent i intel·ligència amb Gisla. Gisla, la filla major del comte saxó Hesse, era vídua d'Unwan. Tenia un fill petit i havia de viatjar molt per supervisar els seus territoris. Va conèixer la jove Liutberga a un convent i, veient-ne el talent i intel·ligència, la va endur amb ella perquè fos la seva ajudant.
Liutberga era de la regió de Solzgau (Baviera). Gisla la va portar a la seva casa i sempre la va tractar com una filla. Quan Gisla viatjava per fundar esglésies o per altres afers, Liutberga també hi anava. Liutberga va demostrar ésser honrada, treballadora, molt generosa amb les almoines, pietosa i preocupada pels malalts i pels moribunds: l'anomenaven "mare dels pobres". Durant el dia, Liutberga supervisava la casa i les finques de la seva patrona mentre que a la nit es retirava a orar.
En morir, Gisla va fer hereu el seu fill Bernhard, urgint-li que ajudés a restaurar l'església, preocupar-se per les seves germanes i per Liutberga com si en fos una altra. Liutberga va viure durant un temps amb Bernhard i va tenir cura de la seva casa i la seva família, deixant temps per a acudir a l'església i pregar.
Quan es va fer gran, li van permetre retirar-se al convent de Wendhausen, que havia estat fundat per una de les filles de Gisla. S'hi tancà en una cel·la a la vora de l'església, retirada com a eremita. Però molts nobles hi anaven per demanar-ne consell i li portaven les seves filles perquè n'aprenguessin.
Dejunava, resava i ajudava qualsevol necessitat que acudís a ella. Abats i bisbes es van adonar de les seves virtuts i li confiaven l'educació de les joves en temes religiosos, així com en la costura i les labors tèxtils. Es deia que podia predir el futur. Morí al voltant de l'any 870 i se li va donar un enterrament d'honor a l'església.